# 장안사 대웅전 영산회상도
기장 장안사 대웅전 석가영산회상도(機張 長安寺 大雄殿 釋迦靈山會上圖)는 부산광역시 기장군 장안사 대웅전에 있는 조선시대의 영산회상도이다. 2008년 4월 2일 부산광역시의 유형문화재 제87호로 지정되었다.

## 개요
장안사 대웅전 석가영산회상도는 크기가 4미터에 달하는 대작에 속한다. 화면에는 중앙의 석가여 래를 중심으로 좌우에 문수·보현의 협시보살과 사천왕을, 뒤쪽으로 여섯 제자와 타방불 2위, 그리고 4위의 팔부신장을 나누어 배치하였다. 화면은 부분적으로 약간의 훼손이 있을 뿐 전체적으로는 상태가 양호하다.
본 작품은 장안사 대웅전 삼세불상의 뒷면에 걸려 있는 석가모니후불탱화로 채색은 전통적인 녹색과 적색을 주조색으로 하여 부드러운 황토색을 넓게 채색하여 자연스러운 느낌을 주고 있다. 인물들의 비례도 조화로우며 섬세한 필선과 부드러운 채색이 마치 18세기 불화를 보는 듯하다.
이 작품은 19세기 전라도 지역에서 활동한 금어인 금암 천여(金魚 錦庵天如, 1794～1878)를 비롯하여 6명의 화승이 참여하여 조성한 작품이다. 금암 천여는 순천 선암사의 중창을 주도한 인물로 선암사를 중심으로 지역에 편중되지 않고 폭넓은 활동을 하였으며, 금어로서 종장(宗匠)이 되었던 사람이다.
금어 천여의 명성만큼 이 불화는 19세기 후불탱화의 기준작으로서 문화재적 가치가 충분한 불화로 수작이다.

## 참고 자료
- 기장 장안사 대웅전 석가영산회상도 - 국가유산청 국가유산포털